# Міністерство праці, соціальної політики і сім'ї Словацької Республіки
48°08′49″ пн. ш. 17°06′59″ сх. д. / 48.14694° пн. ш. 17.116326° сх. д.
48°08′49″ пн. ш. 17°06′59″ сх. д. / 48.146876° пн. ш. 17.116346° сх. д.

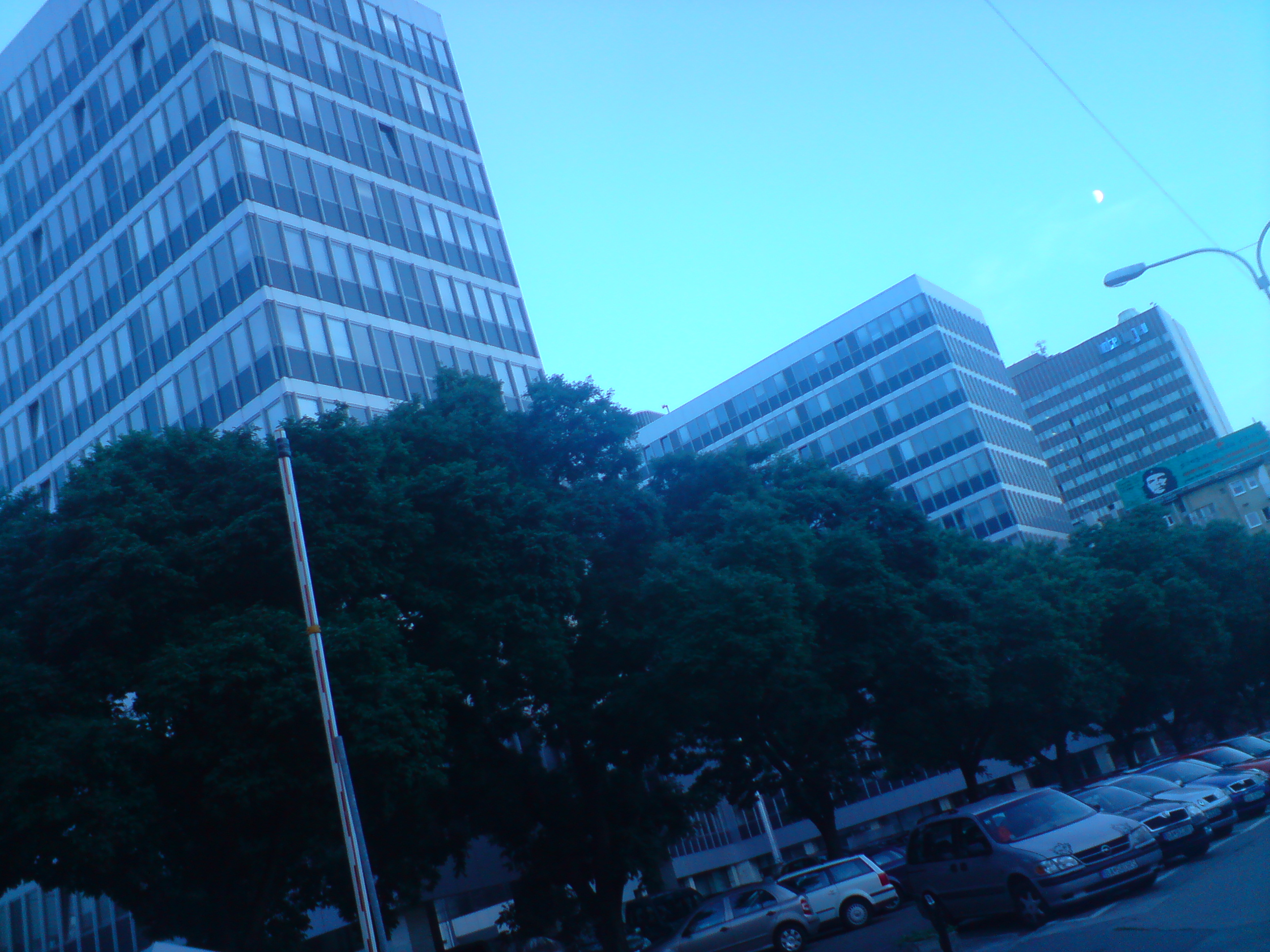
Будівля міністерства

Міністерство праці, соціальної політики і сім'ї Словацької Республіки (словац. Ministerstvo práce, sociálnych vecí a rodiny Slovenskej republiky, MPSVR SR) — центральний орган державної влади Словаччини у сфері соціальної політики.

## Компетенція Міністерства
- правові відносини працівників і працедавців, правові відносини при виконанні роботи в громадських інтересах і правові відносини, виборних посадових осіб органів місцевого самоврядування,
- безпека та охорона здоров'я на виробництві,
- інспекція праці,
- стратегії в області зайнятості, координації їх розвитку і політики на ринку праці
- соціальне страхування, накопичувальна пенсія за віком та додаткове пенсійне страхування,
- державна соціальна допомога, соціальні виплати і допомога малозабезпеченим,
- соціальний захист і права дітей, координація державної сімейної політики,
- державний нагляд за виконанням соціального страхування, діяльністю додаткового пенсійного страхування і наданням соціальних послуг.

## Міністр праці, соціальної політики і сім'ї
словац. Minister práce, sociálnych vecí a rodiny
Міністерством праці, соціальної політики і сім'ї керує і, за його чинності, відповідає Міністр праці, соціальної політики і сім'ї, якого призначає Президент за поданням Прем'єр-міністра.
Поточний Міністр праці, соціальної політики і сім'ї — Ерік Томас, з 25 жовтня 2023 року.

## Державний секретар Міністерства праці, соціальної політики і сім'ї
словац. Štátny tajomník ministerstva práce, sociálnych vecí a rodiny
Під час недієздатності Міністра праці, соціальної політики і сім'ї його права і обов'язки надходять до Державного секретаря Міністерства праці, соціальної політики і сім'ї. Міністр може також в інших випадках, наділити Держсекретаря повноваженнями представляти його або діяти в межах прав і обов'язків Міністра. Держсекретар, при виконанні обов'язків Міністра, на засіданнях Уряду має право дорадчого голосу. Держсекретар призначається і звільняється з посади Урядом, за поданням Міністра праці, соціальних справ і сім'ї. Наразі Міністерство має двох державних секретарів: Юрая Качера та Соню Габорчакову.